# Epicauta fallax
Epicauta fallax är en skalbaggsart som beskrevs av Horn 1885. Epicauta fallax ingår i släktet Epicauta och familjen oljebaggar. Inga underarter finns listade i Catalogue of Life.